# Distrito minero de Huarón

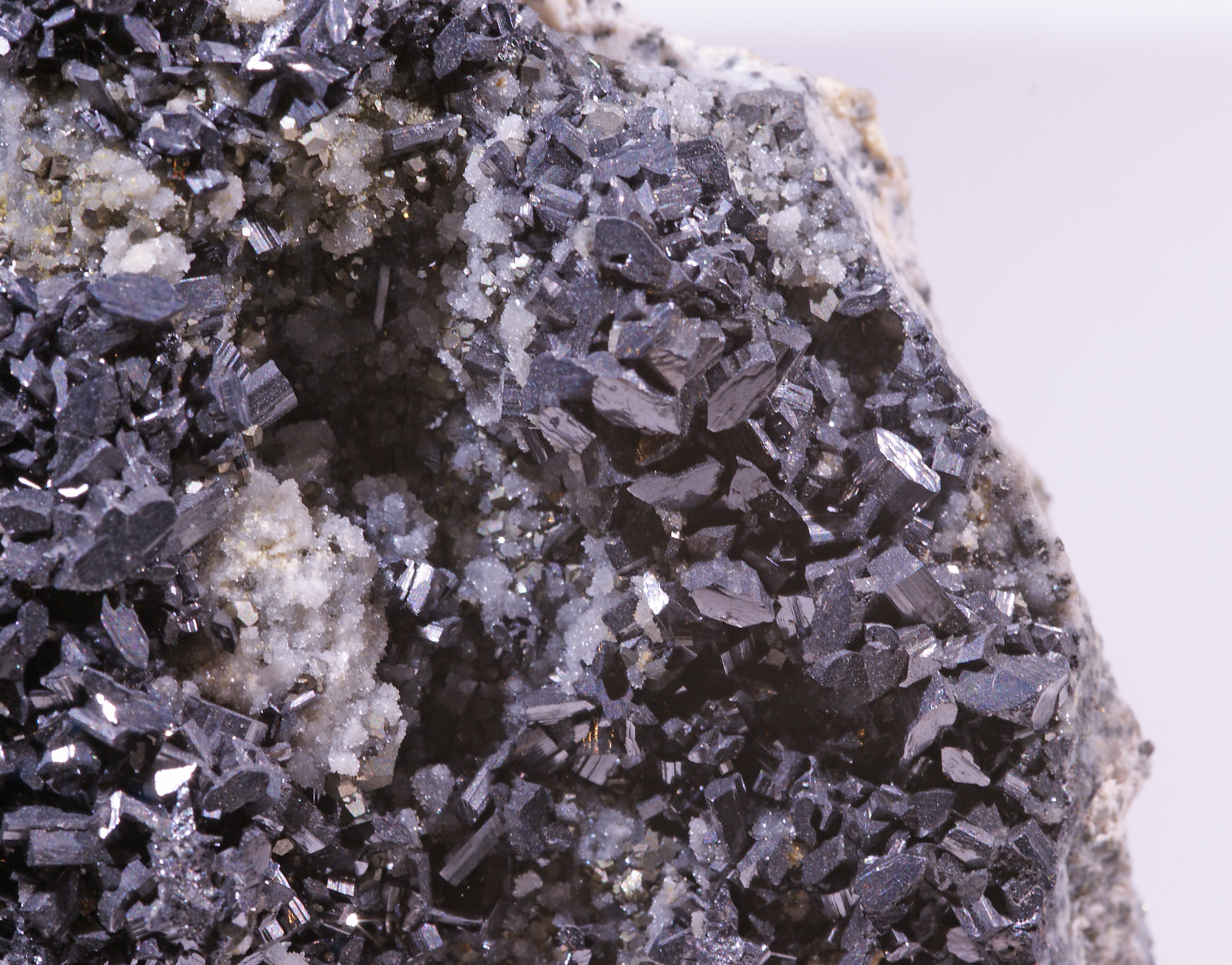
Enargita, cuarzo y algo de pirita de la zona central de Huarón con ensamble mineral típico de alta sulfuración.

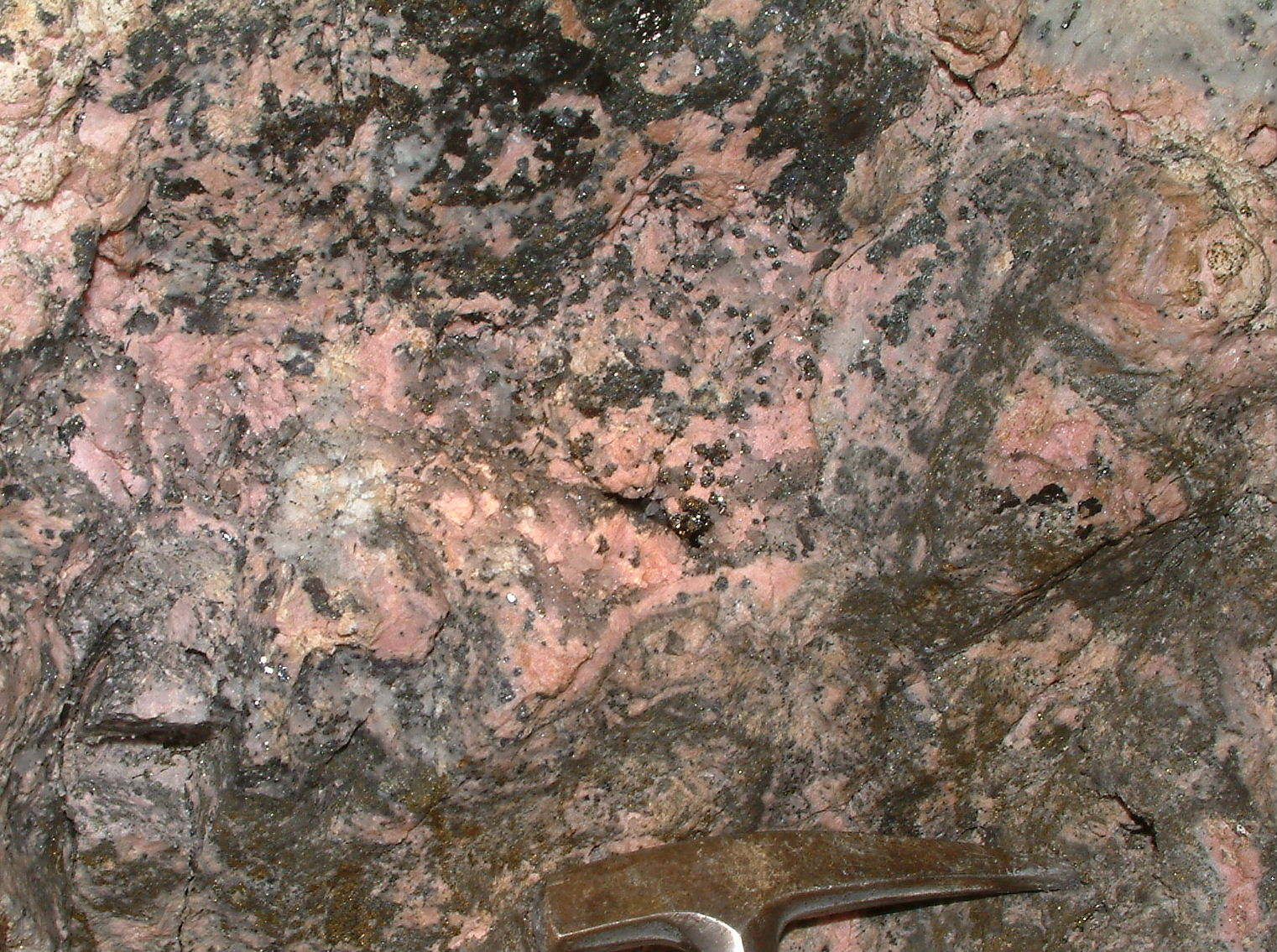
Ensamble típico de sulfuración intermedia en con rodocrosita (naranja), esfalerita (gris oscuro), tetraedrita (gris oscuro) y puntos rojos de proustita, en una veta de la mina Huarón.

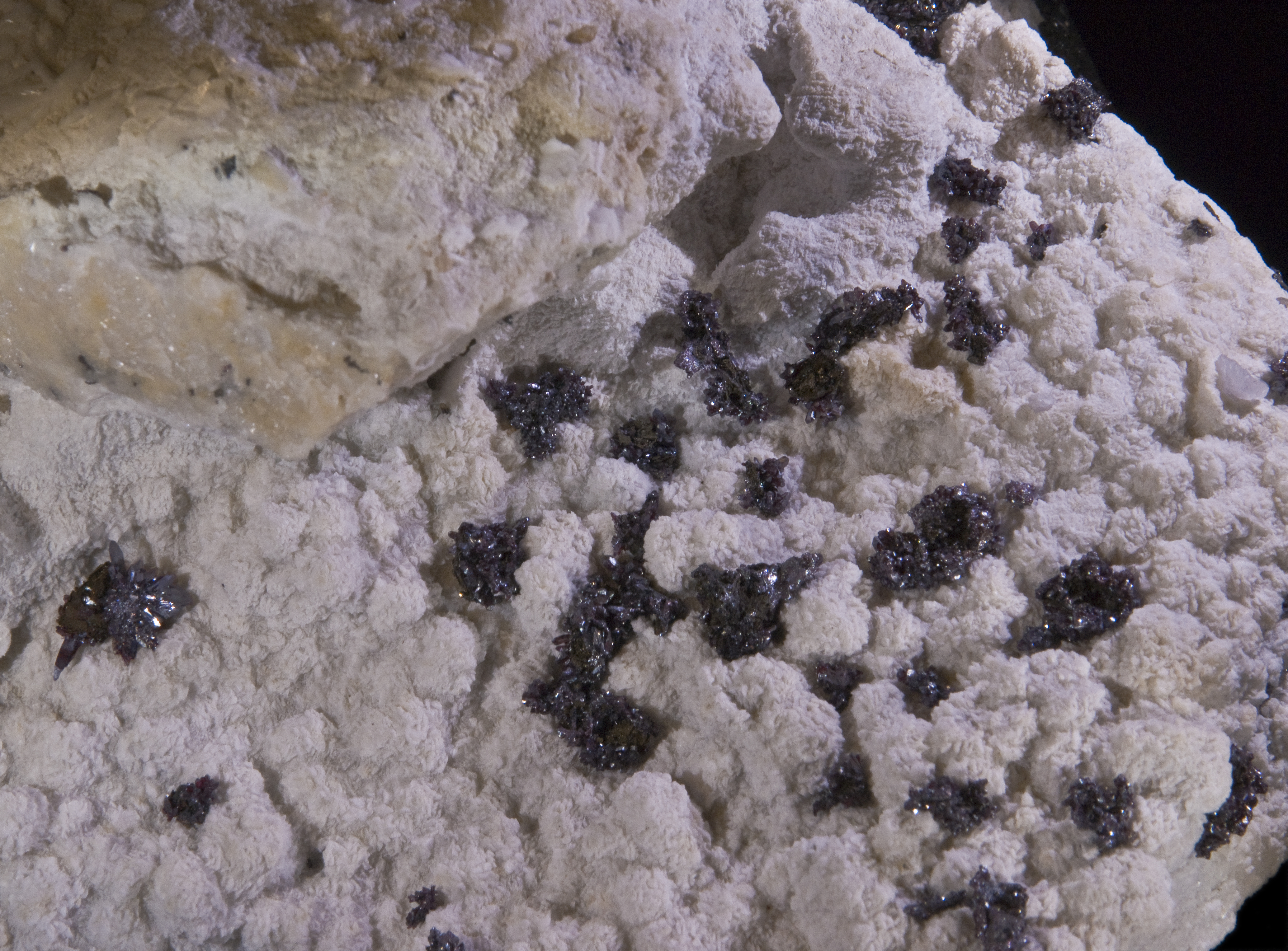
Pirargirita sobre carbonato, mina Huarón

El distrito minero de Huarón incluye algunas de las minas polimetálicas (Zn-Pb-Ag-Cu-(Au)) más ricas del Perú. Está localizado 20 km SSW de Cerro de Pasco, en el Distrito Huayllay, Provincia Pasco, Departamento Pasco, entre 4500 y 4700 m s. n. m. El distrito es parte del cinturón polimetálico Mioceno de los Andes Centrales. La mineralización hidrotermal epitermal forma predominantemente rellenos en vetas N-S a NNW-SSW y E-W,   así "mantos" reemplazando rocas sedimentarias favorables. Los fluidos hidrotermales se derivan probablemente de intrusiones cuarzo-monzoníticias datadas tentativamente en 7.4 Ma (K-Ar en adularia). Los minerales económicos más importantes son tennantita‐tetraedrita (conteniendo la mayoría de la plata), esfalerita, galena y calcopirita. La plata es también se encuentra en pyrargyrita, proustita, polibasita, y pearceita. En la zona central de Huarón hay enargita . Los principales minerales de ganga son pyrite, cuarzo, rhodochrosite, y calcita.

## Minas operando en el distrito de Huarón
En el  Distrito minero de Huarón operan las tres minas siguientes:
- La mina Huarón (11°00′19″S 76°24′52″O / -11.00528, -76.41444) operada por Pan American Silver. Capacidad de planta es 2400 t/d .[5]
- La mina Animón, localizada a 3 km al SSW de la mina Huarón (11°01′56″S 76°25′24″O / -11.03222, -76.42333, 4500 m s. n. m.) (No se debe confundir con la mina Chungar (inactiva), situada a 16 km al SW, ver más abajo), operada por la compañía minera Volcan. En 2005, la producción era de aproximadamente 4000 t por día, a planta de flotación tiene una capacidad de 5500 t por día y procesa también la mayoría de minerales de la mina Islay.[6]
- La  mina Islay, (11°00′36″S 76°28′08″O / -11.01000, -76.46889, 4500 m s. n. m.) situada a 6 km al W de la mina Huarón. También operada por la compañía minera Volcan. En 2005 la producción era de aproximadamente 1800 t por día .

### Confusión de nomenclatura
La compañía minera Volcan opera las minas Animón e Islay  a través de su filial Compañía Minera Chungar S.A.C. y utiliza el nombre "Unidad Minera Chungar"  para la operación que trata ambas minas, Islay y Animón. El uso por Volcan de este término "Unidad Minera Chungar" ha causado alguna confusión, y algunas fuentes   (p. ej., la base de datos "alicia.concytec.gob.pe", google maps, un informe de WoodMackenzie) utilizan erróneamente el término "mina Chungar " para la mina Animón. La auténtica mina Chungar, inactiva, se encuentra 16 km al SW.

## Historia del distrito minero de Huarón
Operaciones mineras modernas en la mina Huarón comenzaron en 1912 por la Compagnie des Mines de Huarón, filial de la Société minière et_métallurgique de Peñarroya. En 1987, la mina Huarón fue adquirida por el Grupo Hochschild y el 22 de abril de 1998, el lago Naticocha inundó  labores subterráneas de la mina Animón y de la mina Huarón, muriendo varios mineros y causando la suspensión de las operaciones mineras en ambas minas.  Pan American Silver adquirió Huarón de Hochschild en 2000 y reabrió la mina en 2001.
La actividad moderna en la mina Animón comenzó en la década de 1960 en extensiones de vetas conocidas en la mina Huarón. Después del desastre de 1971 en la mina Chungar, la Compañía Minera Chungar S.A.C. transfirió sus operaciones a Animón. En 2000, la compañía minera Volcan adquirió la Compañía Minera Chungar S.A.C. incluyendo la mina Animón. Posteriormente Volcan abrió la mina Islay.